# Ancylotrypa pallidipes
Ancylotrypa pallidipes är en spindelart som först beskrevs av William Frederick Purcell 1904.  Ancylotrypa pallidipes ingår i släktet Ancylotrypa och familjen Cyrtaucheniidae. Inga underarter finns listade i Catalogue of Life.